# Сьюзан Морроу
Сью́зан Мо́рроу (англ. Susan Morrow, урождённая Жаклин Энн Тереза Бернадетта Иммур (Jacqueline Ann Teresa Bernadette Immoor); 25 мая 1931, Тинек, Нью-Джерси — 8 мая 1985, Сан-Диего, Калифорния) — американская актриса кино и телевидения.

## Биография
Жаклин Энн Тереза Бернадетта Иммур (настоящее имя актрисы) родилась 25 мая 1931 года в городке Тинек (штат Нью-Джерси, США). Отца звали Фредерик, мать — Кэтрин. Младшая сестра — Джудит Экснер (1934—1999), писательница-мемуаристка, ставшая известной в связи с тем, что была любовницей президента США Джона Кеннеди; а также крупных мафиози Сэма Джанканы и Джона Роселли.
Когда девочке было 13 лет, она с семьёй переехала в Северный Голливуд (Калифорния). Там она окончила старшую школу.
С 1951 года Жаклин, взявшая актёрский псевдоним Сьюзан Морроу, начала сниматься в кино. Её карьера была недолгой: до 1955 года она снималась преимущественно в кинофильмах, а после появлялась только в телесериалах, в гостевых ролях на 1—2 эпизода. В 1960 году её карьера была окончена, за эти девять лет Морроу снялась в 38 фильмах и сериалах.
Сьюзан Морроу скончалась 8 мая 1985 года в городе Сан-Диего (Калифорния). Ей было 53 года, причина смерти неизвестна.

### Личная жизнь
17 декабря 1953 года Морроу вышла замуж за комика, продюсера и актёра Гэри Мортона (1924—1999). В августе 1954 года пара разъехалась, а 11 июля 1957 года брак был аннулирован.

31 августа 1957 года Морроу вышла замуж за мужчину по имени Уильям Гарри Робинсон. В октябре 1959 года последовал развод.

4 июля 1963 года Морроу вышла замуж за мужчину по имени Кларенс Шелдон Эттикс-младший. Брак продолжался 22 года до самой смерти актрисы в мае 1985 года. От брака осталось четверо детей.
 Второй и третий муж актрисы не были связаны ни с кинематографом, ни с телевидением.

## Фильмография

### Широкий экран
- 1951 — На свободу[англ.] / On the Loose — Кэтрин (Кэти)
- 1952 — Дикий[англ.] / The Savage — Тэлли Хэзерсолл
- 1952 — Пылающий лес[англ.] / The Blazing Forest — Шэрон Уилкс
- 1953 — Канадская конная полиция против атомных захватчиков / Canadian Mounties vs. Atomic Invaders — Кэй Конуэй, оперативница КККП под прикрытием (в 12 сериях)
- 1953 — Женщины-кошки с Луны / Cat-Women of the Moon — Лямбда
- 1955 — Боевой клич[англ.] / Battle Cry — Сьюзан
- 1958 — Мрак / Macabre — Сильвия Стивенсон

### Телевидение
- 1952 — Театр «У камина»[англ.] / Fireside Theatre — Буэна (в эпизоде Ward of the Golden Gate[англ.])
- 1955 — Театр режиссёров экрана[англ.] / Screen Directors Playhouse — Глория Смит (в эпизоде Life of Vernon Hathaway)
- 1955 — Письмо Лоретте[англ.] / Letter to Loretta — Лили Уокер (в 2 эпизодах)
- 1956 — Шоу Боба Каммингса[англ.] / The Bob Cummings Show — Дороти (в эпизоде Bob Joins the Drama Group)
- 1956 — Шоу Гейл Сторм: О, Сюзанна![англ.] / The Gale Storm Show: Oh, Susanna — Лидия (в эпизоде The Witch Doctor)
- 1956 — Жизнь Райли[англ.] / The Life of Riley — Сандра (в эпизоде Double, Double Date)
- 1957 — Дымок из ствола / Gunsmoke — Мелани • Энн (в 3 эпизодах[англ.])
- 1957 — Театр О. Генри[англ.] / The O. Henry Playhouse — Молли (в эпизоде Vanity and Some Sables)
- 1958 — Перри Мейсон / Perry Mason — Арлин Даулинг (в эпизоде The Case of the Sun Bather's Diary)
- 1958 — Полицейский штата[англ.] / State Trooper — Роза Стассел (в эпизоде The Doll Who Couldn't Sleep)
- 1958 — Морская охота[англ.] / Sea Hunt — Кэй Далтон • Джоанна Мейсон (в эпизоде Female of the Species)
- 1958 — Майк Хаммер[англ.] / Mickey Spillane's Mike Hammer — Энн Фосетт (в эпизоде No Business Like -----)
- 1960 — Аляскинцы[англ.] / The Alaskans — Сара (в эпизоде Gold Fever)
- 1960 — Бронко[англ.] / Bronco — Молли Корли (в эпизоде Volunteers from Aberdeen)
- 1960 — Мэверик / Maverick — Конни Коулман (в эпизоде Iron Hand[англ.])
- 1960 — Законник[англ.] / Lawman — Мег Белдинг Уайт (в эпизоде Belding's Girl)